# アンナレーナ・ベアボック
- アナレーナ・ベーアボック

アンナレーナ・シャーロッテ・アルマ・ベアボック（ドイツ語: Annalena Charlotte Alma Baerbock [anaːˌleːnaː ˈbɛːɐ̯ˌbɔk] ( 音声ファイル)、1980年12月15日 - ）は、ドイツの政治家。所属政党は同盟90/緑の党。元同党共同党首。2021年発足のショルツ内閣で外務大臣を務めた。
2013年以降、ドイツ連邦議会議員でもある。2012年から2015年まで、ベアボックは同盟90/緑の党幹部会の一員であった。2009年から2013年まで同盟90/緑の党ブランデンブルク州支部代表を務める。政治路線としてベアボックは党内でレアロと呼ばれる現実重視派に属している。

## 来歴

### 学歴
ベアボックは、ニーダーザクセン州の州都ハノーファー近郊のシューレンブルクにある昔ながらの農家で2人の姉妹と2人の従姉妹と一緒に成長した。ハノーファーにあるフンボルト・ギムナジウムに彼女は通学した。少女時代、トランポリン競技で優れた結果を出している 。16歳の時、アメリカ合衆国南部フロリダ州の学校に留学している。
アビトゥーア試験合格後、2000年から2004年までハンブルク大学で政治学と公法を学んだ。2004年から2005年まで、ロンドン・スクール・オブ・エコノミクスで国際法を学び、修士（法学）の学位を得た。
2005年から2008年まで欧州議会議員のエリーザベト・シュレーターの政策秘書を務め、2008年から2009年までドイツ連邦議会同盟90/緑の党会派の外交政策と防衛政策担当者であった。
2009年、ベアボックはベルリン自由大学で『国際法における自然環境崩壊と人道主義的救済』と題する博士論文の執筆を始めるが、ドイツ連邦議会議員になった2013年に博士論文執筆は中断された。

### 家族
ベアボックはブランデンブルク州での学術演習でダニエル・ホーレフライシュに知り合い、結婚した。2011年、2015年に娘を出産している。現在、ベアボックはポツダムに居住している。

## 政治活動

### 党歴
2005年、25歳のときに同盟90/緑の党に入党。2008年から2013年まで、党内欧州政策研究部会広報担当、2008年10月から同盟90/緑の党ブランデンブルク州支部指導部のメンバーになった。2009年11月14日、ベアボックはベニヤミン・ラシュケと共に同盟90/緑の党ブランデンブルク州代表として選出された。
2009年から2012年11月まで欧州緑の党執行部のメンバーを務めた。ベアボックは2012年11月から2015年11月まで、同盟90/緑の党の16人で構成された党執行部のメンバーであった 。2013年9月に行われた2013年ドイツ連邦議会選挙でベアボックは当選し、ドイツ連邦議会議員になった。2013年11月に開催された同盟90/緑の党ブランデンブルク州支部代議員会議で、ベアボックは州代表の地位を後進に譲った。
2017年ドイツ連邦議会選挙後、ベアボックは キリスト教民主・社会同盟（CDU/CSU）、自由民主党(FDP)との連立を実現するための同盟90/緑の党特別チームの一員になった。なお、ベアボックの努力に関わらずこの連立構想は挫折した。この時、欧州域内政治、気候変動、エネルギー、環境、並びに農業/消費者保護に関する党内特別チームにも入った。
2018年1月27日、ハノーファーで開催された連邦代議員会議（党大会）で、ベアボックはロベルト・ハーベックと並んで共同党首の1人に選出された。その時、ベアボックは全国の代議員から64%の支持票を得て、党内左派のアーニャ・ピールを退けている。ベアボックは同盟90/緑の党内でレアロと呼ばれる現実重視派に属している。なお、同盟90/緑の党に関して、レアロ（現実重視派）と左派（原理主義派）に分けることが可能である。しかしながら、この両派は現実の政治状況において、それぞれの原理・原則から離れて、プラグマティックな選択をするように努めている。

### 議員活動
2009年ドイツ連邦議会選挙において、ベアボックはブランデンブルク州オーダー＝シュプレー郡小選挙区の同盟90/緑の党候補者になり、州の政党名簿（比例代表）の候補者リストにも載せられたが、ベアボックは当選することは出来なかった。2013年1月26日、ベアボックはポツダム＝ミッテルマルク郡小選挙区の同盟90/緑の党小選挙区候補者に選出された。同年3月2日に開催された同盟90/緑の党ブランデンブルク州代議員会議でベアボックは87.9 %の支持票を得て2013年ドイツ連邦議会選挙党代表候補者に選出された。この決定によって、ベアボックはドイツ連邦議会選挙に際して同盟90/緑の党政党名簿（比例代表リスト）の筆頭候補者になった。2013年9月22日に行われた2013年ドイツ連邦議会選挙にてポツダム＝ミッテルマルク郡小選挙区では7.2％の獲得で第5位に過ぎなかったが、政党名簿記載トップであったため比例区当選（復活当選）を果たした。ベアボックはドイツ連邦議会第18会期(2013–2017)において、同盟90/緑の党の連邦議会会派の気候変動対策担当になった。同時に、経済・エネルギー委員会と欧州連合関連委員会に属した上で、環境委員会の副委員長に就任した。この第18会期においてベアボックはドイツ・ポーランド議員連盟に属し、ベルリン－台北友好善隣委員会の副委員長、欧州評議会にも属した。2016年11月26日、ベアボックはポツダムで開催された同盟90/緑の党ブランデンブルク州代議員会議で99 %の支持票を得て、2017年ドイツ連邦議会選挙での代表候補者に選出され、同盟90/緑の党政党名簿（比例代表リスト）の筆頭候補者になった。2017年1月23日、ポツダム＝ミッテルマルク郡小選挙区の候補者に選出された。2017年ドイツ連邦議会選挙ではポツダム＝ミッテルマルク郡小選挙区で8 %の獲得で第5位に過ぎなかったが 、 政党名簿記載トップであったため比例区当選（復活当選）を果たした。2021年4月19日、2021年ドイツ連邦議会選挙における同盟90/緑の党の首相候補に選出された。

### ショルツ内閣
ベアボックは2021年12月8日に発足したショルツ内閣で、外務大臣に就任した。ドイツでは初の女性外相となった。緑の党出身としてはゲアハルト・シュレーダー政権のヨシュカ・フィッシャー（1998-2005）以来2人目である。

### 国連総会議長
2025年6月2日、国連総会にて9月から始まる第80会総会の議長に選出された。

## ギャラリー
- ウルリッヒ・K・プロイス教授と（2012年5月23日）
- ベルリンでの反石炭デモで同盟90/緑の党マイケル・ケルナー（英語版）と（2018年6月24日）
- アメリカ合衆国国務長官アントニー・ブリンケンと（2022年1月5日）
- 同盟90/緑の党のベリヴァン・アイマス、モナ・ノイバウアらと（2022年5月7日）
- 左からウクライナのウォロディミル・ゼレンスキー大統領、ベアボック、オランダのウォプケ・フックストラ外相（2022年5月10日）
- G7外相会合。左からジョセップ・ボレル欧州連合外務・安全保障政策上級代表、イギリスのジェームズ・クレバリー、日本の林芳正、米国のアントニー・ブリンケン、ベアボック、カナダのメラニー・ジョリー、フランスのカトリーヌ・コロナ、イタリアのアントニオ・タイヤーニ（2022年11月4日）。

## 政策・主張

### 環境政策
ベアボックは2030年まで石炭火力発電所の操業を停止させること、及び排気ガスを出さないゼロエミッション車であっても、制限速度を130キロにする規制を2030年までに導入することも求めている。公益に叶うものと見なして、多額な農業補助金を投入し続けることに否定的な見解を示している。地球温暖化対策をすることで、ドイツでの農業は継続されるが、家畜頭数と食肉生産量は厳しく制限することを主張している。ベアボックにとって、地球温暖化対策は経済活動に反するものではない。パリ協定に従う形で、21世紀のドイツ産業のあり方を刷新することがベアボックにとって何よりも重要なのである。二酸化炭素等の温室効果ガス排出をゼロにしても、欧州で鉄鋼生産を継続できると見なしている。さらに、ベアボックは炭素税導入に賛成している。ドイツ鉄道を拡充整備することによって、国内線航空路線を 2035年までに廃止することも求めている。また、緑の党において開かれたテクノロジーという原則に価値を見出している。ドイツのラジオ局とのインタビューに際して、ドイツ企業とその生産部門の再編成を要求した。ドイツ産業は競争原理に立脚しながら、天然ガスに依存しているドイツの現状に問題があるとしている。温室効果ガスを出さない形で (カーボンニュートラル)、鉄鋼業を存続させることが、ドイツと欧州において大切なのである。もちろん、その場合はドイツと欧州における雇用の維持は不可欠である。ドイツが先頭を切らない場合、他の国がそうするだけであるとベアボックは見なしている。中国が欧州の鉄鋼製品市場を席捲した時、大工場の閉鎖に追い込まれており、このような事態が起きないような対策を求めている。
2021年4月29日、連邦憲法裁判所による気候保護法に関する違憲判決が出されたことを受けて、ベアボックは連立政権に参加する場合、温室効果ガス削減目標を明確化しカーボンニュートラルを実現することを党内に向けて約束した。2020年代中ごろには再生可能エネルギーの比率を今よりも倍に引き上げさせる必要があると主張している。ドイツにおける石炭利用の段階的廃止をさらに加速させることも求めている。「炭素税」による歳入は産業部門におけるカーボンニュートラル投資に振り向ける。その他の関連収入もすべてエネルギー産業に再投資されるようにする。
異常気象によって被害を受けた場合、気候変動対策基金の活用することによって政府補償をおこなうようにする。今後予想される洪水の被害を防ぐために、地方自治体レベルでも気候変動対策基金を活用する必要性をベアボックは語っている。

### 外交政策
「トランプ大統領が世界に背を向け孤立政策を取っている中、欧州諸国は数年前から自国周辺ばかりに目を向けている」として、欧州諸国が安全保障問題により強く関与することをベアボックは求めている。「権威主義的国家群によって起こされている問題を塞ぐために、西側諸国は中国、ロシア、トルコのような国々に外交的主導権を渡さないとするならば、欧州は世界における平和維持勢力としての役割を再度誠実に果たす必要があります」とベアボックは語っている。さらに、ベアボックはドイツからアメリカの核兵器を引き揚げさせることを求めている。
2021年1月、ベアボックはメクレンブルク＝フォアポンメルン州環境保護基金設立を批判した。アメリカによる制裁を回避して、ノルド・ストリーム2パイプラインの工事再開を請け負うための弥縫策と見なしたからである。フランクフルター・アルゲマイネ紙で以下のように述べた。
2021年7月21日、アメリカとドイツ政府はノルド・ストリーム2の完工を合意した。
2022年5月24日、中国の外相と会談した際、欧米メディアが報じた新疆ウイグル自治区の収容施設に関する内部資料について、「透明性ある調査」を求めた。

## その他の活動
2016年4月、ドイツ難民支援協会のイニシアティブの下で合法的入国をしたシリア内戦犠牲者の難民を住民として受け入れると発言した 。ベアボックは難民救済活動をする社団法人ポツダム協力会の代表者でもある。